# Сергієнко Сергій Миколайович
Сергі́й Микола́йович Сергієнко — український науковець, доцент кафедри акушерства, гінекології та перинатології ФПО Луганського державного медичного університету, доктор медичних наук, лауреат Премії Президента України для молодих учених (2004).

## Біографія
1994 рік — співробітник (магістрант) кафедри акушерства і гінекології факультету післядипломної освіти (ФПО).
1997 рік — закінчивши магістратуру з відзнакою став аспірантом кафедри.
2000 рік — після дострокового захисту кандидатської дисертації був зарахований на посаду асистента.
2008 рік — здобув вчене звання доцент.
2010 рік — захистив докторську дисертацію.

### Наукова діяльність
Доцент Сергієнко написав більше 50 наукових праць, співавтор двох монографій.
Неодноразово брав участь з доповідями у міжнародних конгресах в Кракові та Парижі, у міжнародних медичних семінарах в Зальцбурзі.
У 2004 р. став лауреатом Премії Президента України для молодих учених за роботу «Роль порушень метаболічного, мікрогемодинамічного та імунологічного гомеостазу в патогенезі післяпологової інфекції у породіль та їх корекція новими вітчизняними лікарськими препаратами».

## Нагороди
Лауреат Премії Президента України для молодих учених 2004 року.